# Хавасупай (индейская резервация)
Хавасупай (англ. Havasupai Indian Reservation) — индейская резервация племени хавасупай, расположенная на Юго-Западе США в северо-западной части штата Аризона. Считается одной из самых отдаленных и труднодоступных индейских резерваций Соединённых Штатов.

## История
Хавасупай жили, занимались земледелием и охотой на всей своей традиционной территории, включающей каньоны и плато, за столетия до прибытия европейцев. Весной и летом они занимались земледелием в каньонах, а осенью и зимой переселялись на плато. В 1870-х годах, когда американские поселенцы массово стали прибывать на территорию Аризоны, правительство США стало создавать индейские резервации и ограничивать передвижения племён. В 1882 году президент США Честер Артур своим исполнительным указом учредил резервацию Хавасупай площадью 2,1 км² (518 акров) в каньоне Хавасу. Остальные земли племени были взяты федеральным правительством для общественного пользования. Это был серьёзный удар по племени, поскольку их традиционный образ жизни зависел от сезонных перемещений между дном каньона и нагорьями плато.
С созданием национального парка Гранд-Каньон в 1919 году резервация оказалась полностью окружена землями парка. По соглашению с федеральным правительством резервация и тропы, ведущие к ней, оставались суверенными для племени. Многие хавасупай работали на Южном краю Гранд-Каньона с момента его создания, живя в небольшом поселенческом лагере недалеко от деревни Гранд-Каньон.
В течение всего XX века племя боролось за возврат своих территорий. В 1975 году Конгресс США принял Закон о расширении национального парка Гранд-Каньон, который был подписан президентом Джеральдом Фордом 4 января 1975 года. Среди прочего, закон вернул племени 188 077 акров (76 112 га) плато и каньонов, которые сегодня образуют резервацию.

## Правительство
Племя приняло свою конституцию 27 марта 1939 года. В ней руководящий орган определялся как совет племени из семи членов, который занимается большинством политических и экономических вопросов. Четыре члена совета должны быть избраны и служить два года, а остальные три члена совета являются наследственными вождями племени, которые должны служить пожизненно. Совет возглавляет председатель, избираемый из числа членов совета. Бюро по делам индейцев отвечает за обеспечение правопорядка и защиту племени, в то время как Индейская служба здравоохранения оказывает медицинскую и неотложную помощь.

## География
Резервация расположена в центрально-западной части округа Коконино, в юго-западном углу национального парка Гранд-Каньон. Ближайшая община к резервации — Пич-Спрингс, которая находится примерно в 103 км к юго-западу.
Хавасупай состоит из плато, расчленённого глубокими живописными каньонами, характерными для Большого каньона реки Колорадо. Известные географические объекты включают Большой палец, Длинную гору и гору Тендерфут, которые сходятся на плато Коконино в южной части резервации. Главной достопримечательностью является ручей Хавасу, с аквамариновой водой (из-за наличия травертина). Ручей является одним из самых длинных притоков на южной стороне реки Колорадо и славится своими прекрасными водопадами, среди которых водопады Хавасу, Муни и Бивер.
Общая площадь Хавасупай составляет 714,393 км². Административным центром резервации является статистически обособленная местность Супай.

## Демография
По данным федеральной переписи населения 2010 года, в резервации проживало 465 человек.
Согласно федеральной переписи населения 2020 года в резервации проживало 214 человек. Расовый состав распределился следующим образом: белые — 21 чел., афроамериканцы — 5 чел., коренные американцы (индейцы США) — 175 чел., азиаты — 0 чел., океанийцы — 1 чел., представители других рас — 8 чел., представители двух или более рас — 4 человека; испаноязычные или латиноамериканцы любой расы составили 10 человек. Плотность населения составляла 0,299 чел./км².